# Herbert Gundelach
Herbert Gundelach (1899 - 1971) est un général allemand de la Seconde Guerre mondiale. Il reçut la Deutsches Kreuz en or en 1942 et fut Chef des Generalstabes à l’'état-major du XXVIIIe Armeekorps en 1944.

## Biographie
Herbert Gundelach naît le 15 juin 1899, à Metz, une ville de garnison animée d'Alsace-Moselle. L'une des premières places fortes du Reich allemand est alors une véritable pépinière d'officiers supérieurs et généraux. Comme son compatriote Joachim-Friedrich Lang, le jeune Herbert se tourne donc naturellement vers le métier des armes.

### Première Guerre mondiale
À peine âgé de dix-huit ans, Herbert Gundelach s'engage le 22 juin 1917, comme Fähnrich, cadet, au Garde-Pionier-Ersatz-Bataillon. Un mois plus tard, il suit une formation d'élève gradé au Pionier-Ersatz-Bataillon Nr. 3, à Spanau. Envoyé immédiatement sur le front, Gundelach est promu Leutnant, sous-lieutenant, le 27 février 1918. Affecté en juin 1918 à la 260e Pionier-Kompanie, il est blessé le 2 septembre 1918. Renvoyé sur le front, Gundelach se bat jusqu'à l'armistice de novembre 1918.

### Entre-deux-guerres
Herbert Gundelach reste dans l'armée allemande, d'abord au Reichswehr-Schützen-Regiment 15, puis au Reichswehr-Pionier-Bataillon 6 . En janvier 1921, Herbert Gundelach poursuit sa carrière dans la Reichswehr, l'armée allemande de la République de Weimar. Affecté au 5e Pionier-Bataillon, il est promu Oberleutnant, lieutenant, en août 1925. En 1932, Gundelach est affecté à l'état-major de la 3e division.  Promu Hauptmann, capitaine, le 1er août 1933, il est affecté en 1935 à l'état-major de l'artillerie, puis à l'état-major de la 2e division, où il est nommé Generalstabsoffizier en second. Promu Major en janvier 1937, le commandant Gundelach prend la tête de la 3e compagnie du Pionier-Bataillons 31. En janvier 1938, Gundelach est breveté Erster Generalstabsoffizier , officier d'état-major. En mai 1939, le commandant Gundelach est affecté à l'état-major de  la 16e Infanterie-Division, où il est promu Oberstleutnant, lieutenant-colonel, en août 1939.

### Seconde Guerre mondiale
Lorsque la guerre éclate, Gundelach est toujours à l'état-major de la 16e Infanterie-Division, faisant fonction de premier officier d'état-major. Promu Oberst, colonel, en février 1942, Gundelach fait fonction d' Oberquartiermeister dans la 1re armée allemande. Il est nommé chef du gouvernorat militaire d’Albanie-Monténégro. Gundelach est nommé ensuite commandant du 24e Grenadier-Regiment. Il est nommé ensuite Chef des Generalstabes à l’'état-major du XXVIIIe Armeekorps de février à octobre 1944. En novembre 1944, Gundelach est nommé à l'état-major des armées. dans cette position, Herbert Gundelach est promu Generalmajor, général de brigade, le  30 janvier 1945. Le général Gundelach termine la guerre en captivité, chez les Alliés. Il est libéré en septembre 1947. 
Herbert Gundelach décédera le 4 novembre 1971, à Hochdahl, en Rhénanie-du-Nord-Westphalie.

## Grades
- Generalmajor ( Général de brigade ), le  30 janvier 1945.

## Décorations
- Eisernes Kreuz (1914) 2e classe[3];
- Verwundetenabzeichen (1918) en Bronze[3];
- Spange zum Eisernen Kreuz 2e classe;
- Eisernes Kreuz (1939) 1re classe;
- Deutsches Kreuz, en or, le 26 janvier 1942[4];